# Aleksandr Froemkin

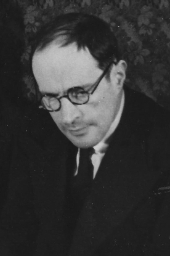
Alexander Frumkin in 1937

Aleksandr Naoemovitsj Froemkin (Russisch: Алекса́ндр Нау́мович Фру́мкин) (Chișinău, 24 oktober [O.S. 12 oktober] 1895 – Toela, 27 mei 1976) was een Russisch scheikundige op het gebied van de elektrochemie.

## Biografie
Froemkin werd geboren in Chișinău in het toenmalige Russische keizerrijk (tegenwoordig gelegen in Moldavië). Zijn vader was een verzekeringsagent. Later verhuisde het gezin naar Odessa, waar hij het gymnasium bezocht. Hij studeerde vanaf 1912 scheikunde in Straatsburg en Bern bij Volkmar Kohlschütter, en vanaf 1915 bij Aleksandr Sachanov aan de Universiteit van Odessa. In 1919 behaalde hij er zijn habilitatie.
Sinds 1916 was hij werkzaam in een laboratorium van een staalfabriek in Odessa, waar zijn interesse in de elektrochemie ontstond. Van 1920 tot 1922 was hij hoogleraar aan het Instituut van Volksopleiding in Odessa. Froemkin verhuisde in 1922 naar Moskou waar hij de leiding kreeg over de afdeling oppervlaktes van het Karpov-instituut voor Fysische chemie.
In 1930 werd hij benoemd tot hoogleraar elektrochemie aan de Staatsuniversiteit van Moskou, waar hij in 1933 de faculteit elektrochemie oprichtte en hij tot zijn overlijden in 1976 leiding aan gaf.
Froemkin trouwde driemaal, onder meer met Vera Inber. 

## Werk
Zijn eerste onderzoek publiceerde Froemkin reeds in 1914, en vanaf 1919 voerde hij onderzoek uit naar elektro-capillaire reacties aan elektrodes. Zijn belangrijkste bijdrage betrof de fundamentele theorie van elektro-reacties, die de invloed beschrijft van de structuur van de interface tussen elektrode en oplossing op de snelheid van de elektronenoverdracht. Hierbij introduceerde hij het begrip van nulladingspotentiaal, een van de belangrijkste eigenschappen van een metaaloppervlak.